# Port lotniczy Nowe Okmiany
Port lotniczy Nowe Okmiany (kod ICAO: EYNA) – mały port lotniczy zlokalizowany w miejscowości Okmiany (Litwa).